# Pouillé-les-Côteaux
 Pouillé-les-Côteaux  es una población y comuna francesa, situada en la región de Países del Loira, departamento de Loira Atlántico, en el distrito de Ancenis y cantón de Ancenis.

## Demografía
| 572 | 570 | 515 | 561 | 672 | 698 |
| Para los censos de 1962 a 1999 la población legal corresponde a la población sin duplicidades (Fuente: INSEE [Consultar]) |     |     |     |     |     |